# Odile de Hohenbourg
Odile de Hohenbourg (sainte Odile) née vers 660, peut-être à Obernai (Bas-Rhin), morte en 720 à Hohenbourg, est une dame de l'époque mérovingienne, fille du duc Etichon-Adalric d'Alsace, fondatrice et abbesse du monastère de Hohenbourg, sur l'actuel mont Sainte-Odile.
Elle a été canonisée au XIe siècle et elle est considérée comme la sainte patronne de l'Alsace, ainsi que des non-voyants et des malvoyants. L'Église catholique la fête le 14 décembre, l'Église orthodoxe le 13 décembre.

## Hagiographie

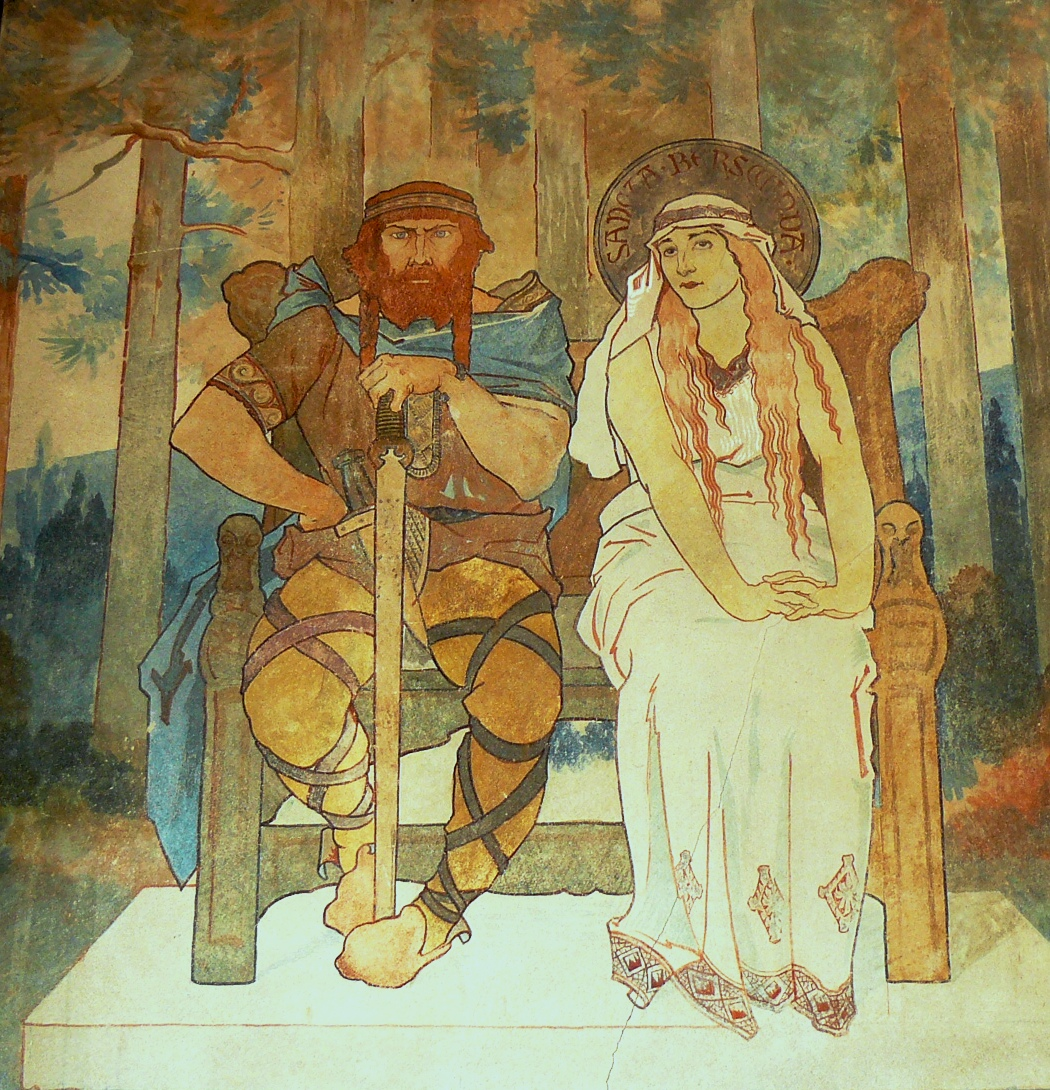
Adalric et Bereswinde, parents de sainte Odile. Fresque de Charles Spindler (1865-1938) exposée à l'entrée du mont Sainte Odile, à côté du kiosque.

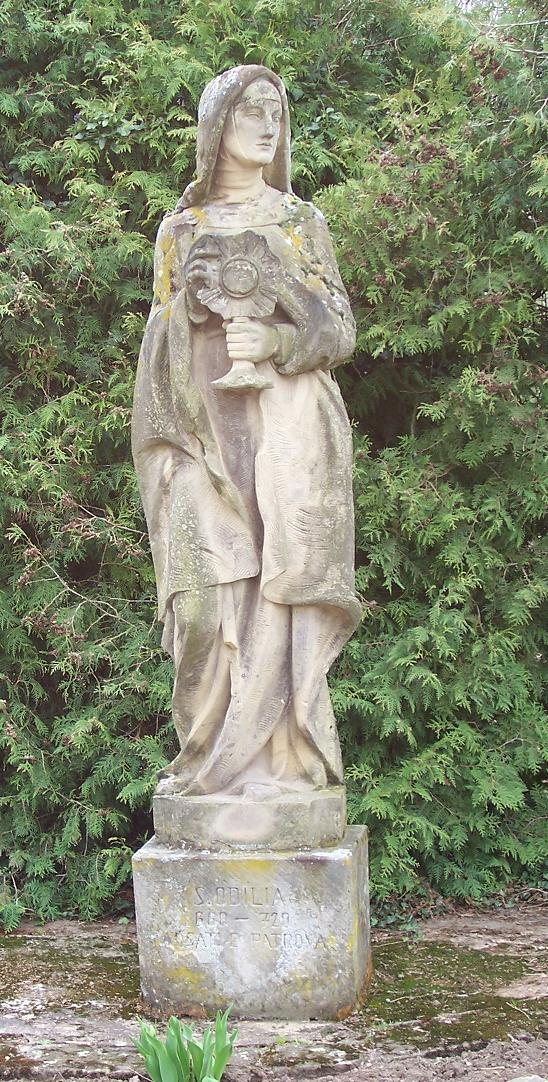
Statue de sainte Odile à l'église du Dompeter à Avolsheim (Alsace).

Un texte anonyme latin écrit peu avant 950 raconte la vie d'Odile, mais cette Vita Odiliae (BHL 6271) est une composition hagiographique d'une autorité discutable. Les informations biographiques sûres sont donc limitées.
Odile est la fille d'Etichon-Adalric, duc d'Alsace, mort en 690, et de son épouse Berswinde (ou Bereswinde) qui, selon le Chronicon Ebersheimense, est la fille d'une sœur de saint Léger, évêque d'Autun, et la sœur de la reine franque Chimnechilde. Son père, qui attendait un héritier mâle, se montre d’abord déçu puis intraitable quand il découvre que l’enfant est aveugle et décide qu’elle doit mourir. Sa mère réussit toutefois à la confier provisoirement à une nourrice pour la soustraire à son époux, mais l'enfant doit être éloigné davantage pour échapper au danger : Berswinde la confie donc à une tante vivant au monastère de Palma (aujourd’hui Baume-les-Dames).
La fillette est protégée et élevée religieusement, mais sans baptême. Alors qu'elle a atteint l'âge de quinze ans, l'évêque Erhard d'Ardagh, du Comté de Longford en Irlande, tandis qu’il parcourt la Rhénanie, a une vision dans laquelle Dieu lui ordonne de se rendre à Baume-les-Dames afin de procéder au baptême d’une jeune fille aveugle, ce qu'il fait quelques jours plus tard. Au moment où il touche les yeux de la jeune fille avec l'huile sainte, elle recouvre la vue. C'est alors qu'elle reçoit le nom d'Odile (en latin Odilia), qui signifierait selon la légende « lumière de Dieu » (l'étymologie acceptée aujourd'hui est différente pour le prénom Odile et dériverait de "od" signifiant prospérité, richesse en germanique).
Tandis que le miracle, qui pourtant fait grand bruit, ne réussit pas à faire fléchir son père Adalric, la jeune Odile se consacre pleinement aux différents aspects de la vie monacale. Un jour, en accueillant des pèlerins, elle apprend qu’elle a une sœur et quatre frères dont Hugues (latin Hugo), lequel va l’aider à revenir auprès de sa famille. Quelques semaines plus tard, loin de se réjouir de revoir sa fille et très mécontent de la manœuvre de son fils, le père s’emporte au point de le tuer d’un coup de sceptre sur la tête. Sa mort laisse trois fils en bas âge, dont Remigius, le futur évêque de Strasbourg. Très vite, le père est pris de profonds remords et se repent en acceptant que sa fille reste vivre dans une dépendance du château.

## Monastère du mont Sainte-Odile

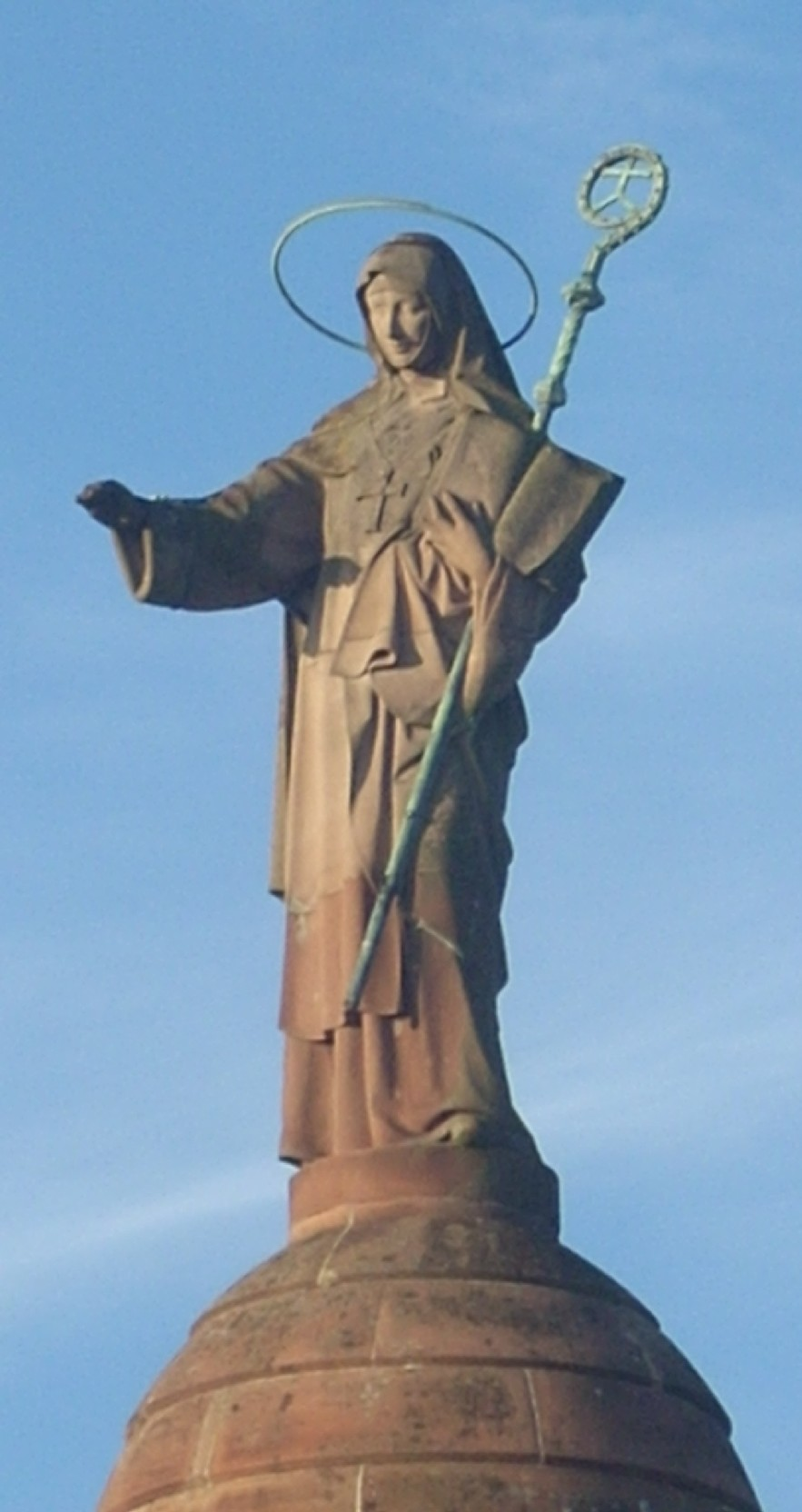
Statue de sainte Odile au monastère du mont Sainte-Odile en Alsace.

Là, elle mène une vie humble, dévouée aux pauvres et aux malades. Ses prières, notamment pour son père, finissent par porter leurs fruits et elle est réintégrée à la famille. Petit à petit, son père la comprend mieux et accepte de l’aider à poursuivre sa destinée religieuse. Il décide même de lui céder son château de Hohenbourg, qu'elle transforme en couvent féminin sur le modèle qu’elle a connu au monastère de Palma. Le succès est au rendez-vous et des jeunes femmes affluent, dont sa jeune sœur et les trois filles de l’un de ses frères. Odile dote l’édifice de deux chapelles, l’une consacrée à Marie et l’autre à Jean le Baptiste. Si le lieu est favorable à la dévotion, il n’est pas aisé pour l’accueil et le soin des plus faibles et des plus âgés. Les bâtiments étant construits sur une montagne, beaucoup de fidèles, notamment les malades, ont du mal à y accéder. Aussi Odile fait-elle construire pour eux un second établissement appelé Niedermünster, c'est-à-dire le « monastère d'en bas ».

## Miracles et fin de vie

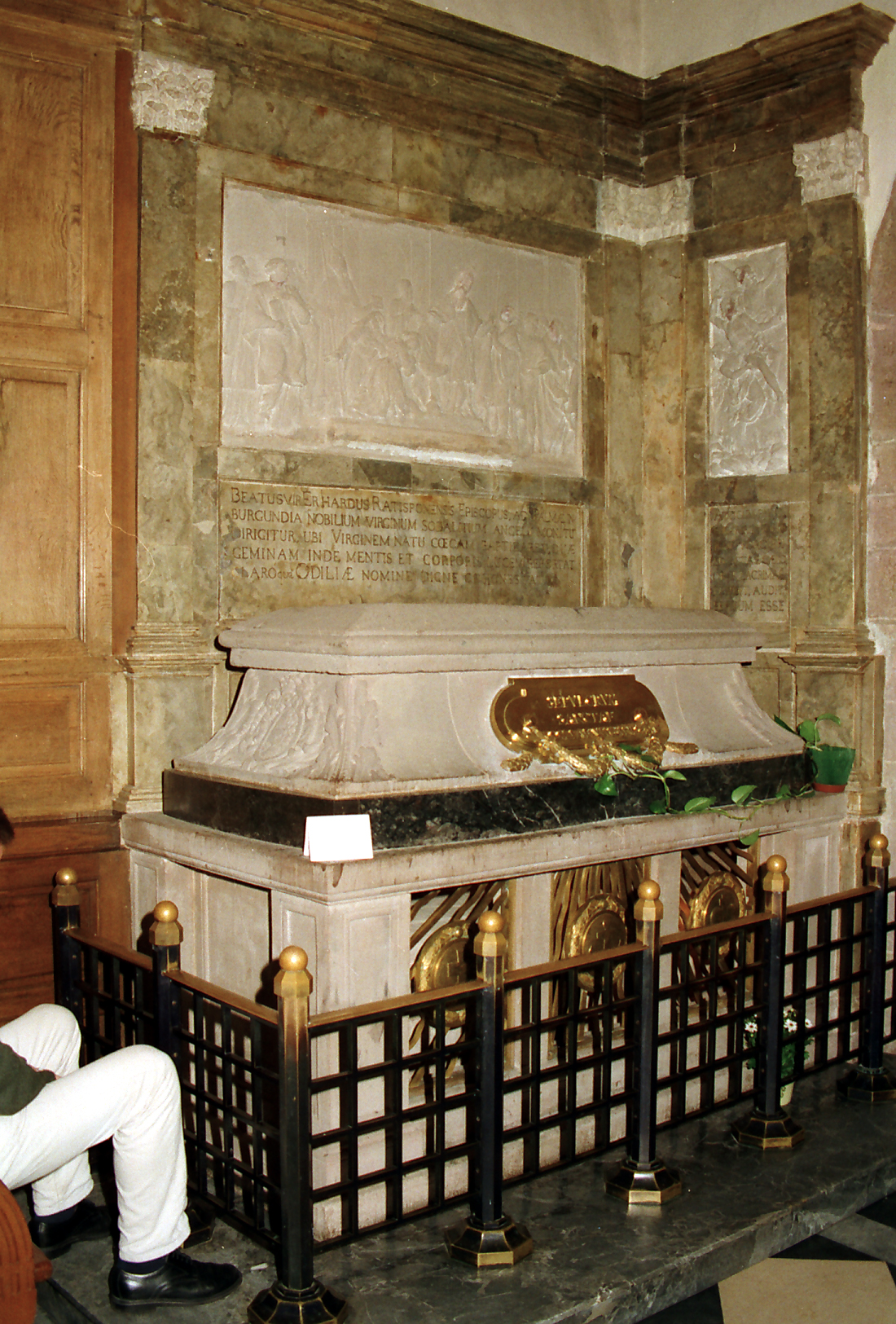
Sarcophage de sainte Odile dans l'abbaye du mont Sainte-Odile.

Ses parents ayant fini par résider auprès d’elle dans une dépendance et après que le duc a partagé son domaine entre ses enfants — employant une bonne partie de son argent aux différents aménagements de l’abbaye, hospice compris — ils s’éteignent tous deux à neuf jours d’intervalle.
Après avoir vécu et manifesté plusieurs miracles dont certains de guérisons (baiser curatif à un lépreux, protection imprévue dans une paroi rocheuse, source jaillissante abreuvant un moribond... ), Odile intercède durant cinq jours pour son père qu’elle finit par voir dans une vision quitter le purgatoire pour rejoindre la béatitude du paradis.
On situe la date de sa mort le 13 décembre 720, voire 722. En plus du recueillement des sœurs, nombre de personnes croyantes et secourues viennent vénérer son corps une semaine durant.
Quand Charles IV, l’empereur du Saint-Empire romain germanique, fait ouvrir sa sépulture pour y prélever une relique pour la cathédrale Saint-Guy (Vite) de Prague, le corps de la sainte est retrouvée bien conservé.
En novembre 1793, pour les protéger des révolutionnaires, les reliques sont secrètement emmenées et cachées à Ottrott. Lorsque les révolutionnaires arrivent dans le monastère, en août 1794, ils brisent le sarcophage mais n'y trouvent aucun ossement. Les reliques sont ramenées dans le monastère du mont Sainte-Odile seulement en octobre 1800.

## Postérité

### Canonisation, patronage et Jubilé
Elle est canonisée par le pape Léon IX, élu en 1049 et mort en 1054.
En 1946, sainte Odile est proclamée « sainte patronne de l'Alsace » par le pape Pie XII.
À partir du 13 décembre 2020 et durant un an, le diocèse de Strasbourg organise un Grand Jubilé pour les 1 300 ans de la mort de sainte Odile.

### Mont Sainte-Odile
Sur le Hohenbourg, auquel a été donné le nom de mont Sainte-Odile, on trouve un
Mur païen, ainsi que des vestiges importants de l'ancienne abbaye, notamment les tombeaux d'Odile et de ses parents, ainsi qu'une basilique de l'Assomption qui remonte au XVIIe siècle et a été érigée en basilique mineure en 2006. Le site reçoit chaque année des dizaines de milliers de visiteurs.

### L'abbaye Sainte-Odile de Baume-les-Dames
L'abbaye Sainte-Odile aurait été fondée au IVe siècle à Baume. C'est là qu'Odile est cachée jusqu'à son baptême. L'abbaye est reconstruite au XVIIIe siècle.

### Représentations de la sainte

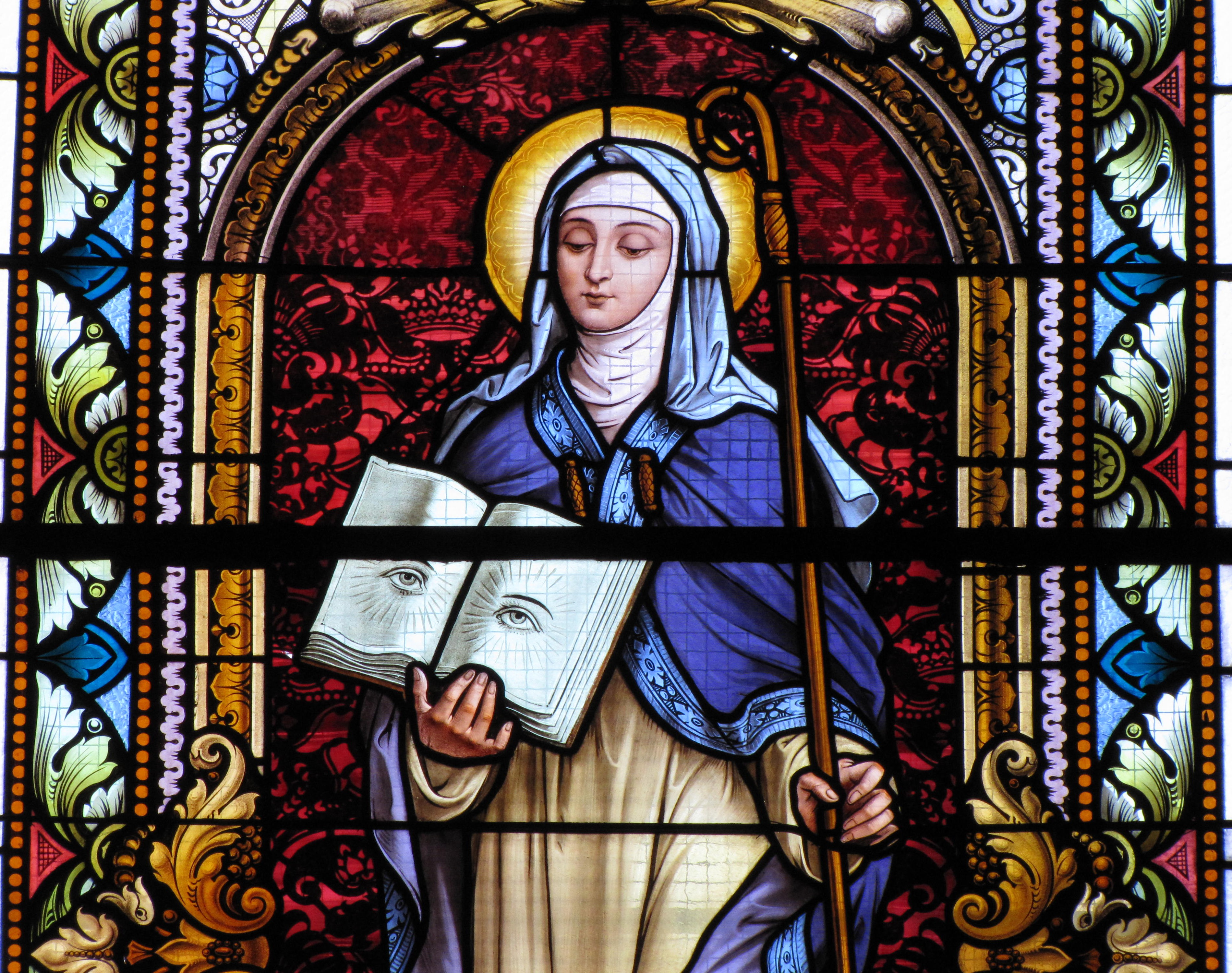
Vitrail de l'église Saint-Pancrace à Waldolwisheim.

Elle apparaît toujours en robe d'abbesse bénédictine, ce qui la distingue de Lucie de Syracuse, et parfois avec des parements d'hermine, rappelant l'ascendance royale racontée dans sa légende.
Sur de nombreux vitraux, elle figure tenant le livre de la Règle bénédictine, sur lequel sont disposés deux yeux.

### Littérature apocryphe
Au cours de la Première Guerre mondiale fut publiée la traduction française d'un texte latin connu comme la « prophétie de Sainte Odile » et annonçant la chute de la Germanie.
Bien que ce texte ne doive rien à sainte Odile (le latin employé, par exemple, ne correspond pas à la période où vécut la sainte), il connut une certaine célébrité, étant copié et commenté pour galvaniser les troupes françaises. Il connut un regain de popularité durant la Seconde Guerre mondiale. Actuellement, rien ne permet de penser qu'il soit antérieur à 1915.

### Autres hommages
Voies publiques
- Rue Sainte-Odile : à Strasbourg, Boersch (Bas-Rhin), Meistratzheim (Bas-Rhin), Bernardswiller (Bas-Rhin), Molsheim (Bas-Rhin), Obernai (Bas-Rhin) Sarrebourg (Moselle), à Huttenheim (Bas-Rhin), à Erstein(Bas-Rhin), à Rosenwiller (Bas-Rhin), Sélestat (Bas-Rhin), Reichshoffen (Bas-Rhin)

- Impasse Sainte-Odile : à Rouffach (Haut-Rhin)
- Place Sainte-Odile (Odilienplatz) à Dillingen (Sarre)

Établissements scolaires (catholiques)
- École, collège et lycée Sainte-Odile : à Lambersart (Nord)
- École et collège Sainte-Odile : à Courset (Pas-de-Calais)
- École Sainte-Odile : à Montpellier (Hérault) ; Le Vésinet (Yvelines) ; Grivegnée-Liège (Belgique) ; Québec (Canada)

Œuvre musicale
- Odilia, Jacob de Haan

Église

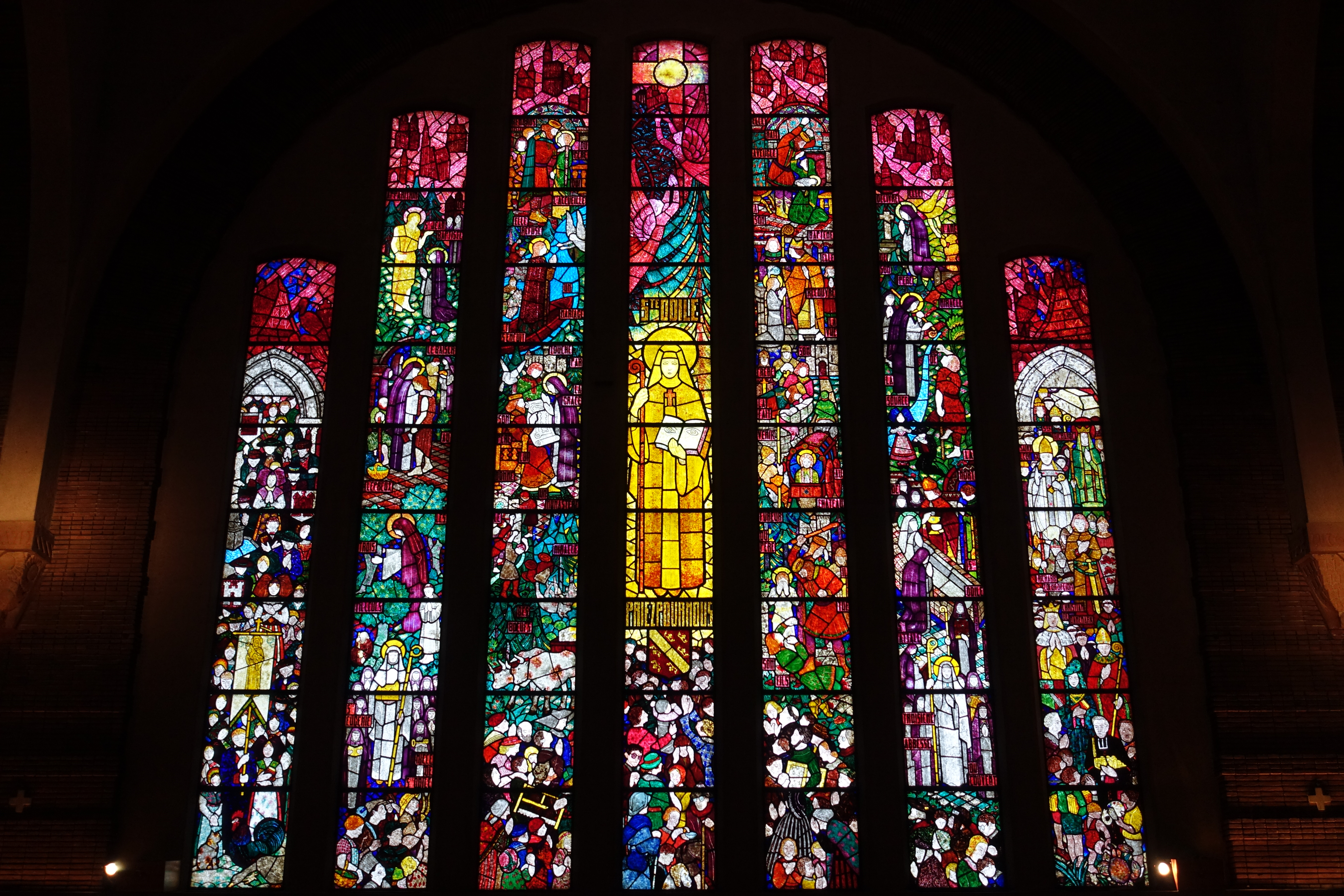
François Décorchemont, Sainte Odile, vitrail, église Sainte-Odile de Paris.

- Église Sainte-Odile dans le 17e arrondissement de Paris
- Église Sainte-Odile : à Lapoutroie (Haut-Rhin)

Son nom est donné à une station de la ligne de tramway T3b à Paris, ouverte à la circulation en 2024, proche du square et de l'église.

### Sources
Le texte de la Vie de sainte Odile (Vita Odiliae, abbatissae Hohenburgensis) a été éditée à plusieurs reprises, notamment par :
Éditions anciennes
- Hugues Peltre, La Vie de sainte Odile, Storck, Strasbourg, 1699.

Éditions récentes
- Marie-Thérèse Fischer, La "Vie de sainte Odile", Xe siècle: et les récits postérieurs, Strasbourg, Éd. du Signe, 2006 (ISBN 978-2-746-81725-8).

### Documents particuliers
- Archevêque de Strasbourg Luc Ravel, Lettre pastorale sur le Grand Jubilé de sainte Odile, décembre 2019 [lire en ligne].